# Luke Eve
Luke Eve (Sydney, 1974) és un director de pantalla i productor australià. Originalment fotògraf autònom, va passar a la direcció de vídeos musicals i anuncis abans de passar al cinema i la televisió. Eve va ser la guanyadora del Tropfest 2005 amb la seva pel·lícula Australian Summer. Fou el director de la sèrie SEX: An Unnatural History i de la sèrie d'ABC de 2012 Great Southern Land. El 2014, va crear, produir i dirigir la sèrie innovadora i aclamada per la crítica  Low Life, una comèdia negra sobre la depressió protagonitzada per Henry Nixon i Claire van der Boom.
El 2017 va dirigir i produir la sèrie següent, High Life que va ser produïda per Stephen Fry protagonitzada per Odessa Young amb música de Sarah Blasko. La sèrie ha guanyat més de 30 premis importants inclòs el millor original digital a C21 Content London i també va ser nominat a un Premi AACTA. Durant la pandèmia del 2020, Luke va crear, produir, dirigir i actuar en una de les primeres sèries de confinament multinacional del món, Cancelled La sèrie produïda a Austràlia, Espanya i Argentina es va llançar a Facebook Watch i ha tingut més de 2 milions de visualitzacions. El setembre de 2020, Luke va estrenar el seu debut al llargmetratge I Met A Girl, protagonitzat per Brenton Thwaites i Lily Sullivan als Estats Units. La pel·lícula es va estrenar al 25è Festival Internacional de Cinema de Busan.

## Primers anys
Eve es va criar en una granja a l'exterior oest de Sydney. Després de graduar-se a l'escola secundària, va començar diversos graus abans de traslladar-se al Regne Unit, on va passar quatre anys fent motxilla per Europa i la resta del món. Durant aquest temps va desenvolupar l'amor per la fotografia. Tornant a Austràlia el 1999, va completar una llicenciatura en Comunicacions Visuals especialitzada en Fotografia i Disseny, seguida d'un Màster en Arts de l'Australian Film, Television and Radio School, acabant la seva carrera amb unes pràctiques a la ciutat de Nova York per a This is That Productions el 2005.

## Carrera
Eve va començar la seva carrera com a fotògraf independent treballant amb moltes bandes de Sydney sense signar a principis dels anys 2000. Va utilitzar el seu treball com a trampolí per llançar-se a la direcció de vídeos musicals. Poc després de començar a dirigir, va llançar la seva pròpia productora, More Sauce. Eve va dirigir desenes de vídeos musicals per a bandes australianes, incloses Faker, Damien Leith, Small Mercies, Cosima De Vito, i Nikki Webster. Va ser nominat a un Premi IF pel seu vídeo musical, guanyador de múltiples premis, per a Emergency! Emergency! de The Hot Lies'
El 2005, Eve va guanyar Tropfest amb el seu tercer curtmetratge, Australian Summer.
El 2009, Eve va dirigir el seu quart curtmetratge, Man’s Best Friend. També va dirigir la primera sèrie de televisió, Dave in the Life, per CJZ Productions i SBS Television Australia.
L’any següent Eve va dirigir i produir Cockroach, un curtmetratge de 14 minuts carregat d'efectes visuals protagonitzat per Damon Gameau que s'ha presentat a més de 30 festivals internacionals de cinema i ha guanyat més d'una dotzena de premis.
El 2011, Eve va completar el treball en la seva segona sèrie de televisió per a SBS, SEX: An Unnatural History, produïda per Matchbox Pictures i presentada per Julia Zemiro.
El 2012, Eve va ser la directora de la sèrie documental Great Southern Land per a ABC Television i CJZ Productions. La producció va obtenir a Eve una nominació a l'ADG a la millor direcció en una sèrie documental.
Eve began production on his acclaimed web series, Low Life, a six-part black comedy series about depression, in 2013. It received a number of online awards, including the Grand Jury Prize at Melbourne Web Fest and Best Direction at the Australian Online Video Awards.
Eve va començar la producció de la seva aclamada sèrie web, Low Life, una sèrie de comèdia negra de sis parts sobre la depressió, el 2013. Va rebre diversos premis en línia, inclòs el Gran Premi del Jurat al Melbourne Web Fest. i Millor Direcció als Australian Online Video Awards.
El 2014, Eve va dirigir dos episodis de Julia Zemiro's Home Delivery per a CJZ Productions i ABC Television. La producció va tenir lloc a Gal·les i Anglaterra.
El 2017, Eve va dirigir i produir la sèrie de seguiment/acompanyament de Low Life, High Life tenia com a productor executiu Stephen Fry protagonitzada per Odessa Young amb música de Sarah Blasko. a sèrie ha guanyat més de 30 premis importants, inclòs el millor original digital al C21 Content London, el millor drama al Festival web de Berlín i també va ser nominada a un Premi AACTA. La sèrie s'ha venut a BBC3, Channel 9, CanalPlay i Fullscreen.
El 2019, Eve va completar la producció del seu primer llargmetratge, I Met A Girl, protagonitzada per Brenton Thwaites i Lily Sullivan in the United States. als Estats Units. La pel·lícula tindrà la seva estrena mundial al 25è Festival Internacional de Cinema de Busan a l'octubre de 2020 seguit d'un llançament mundial.
L'any 2020, durant la pandèmia, Luke, juntament amb María Albiñana, va cocrear, coproduir, dirigir i actuar en una de les primeres sèries de confinament multinacional del món, Cancelled. La sèrie produïda a Austràlia, Espanya i Argentina es va llançar a Facebook Watch i ha tingut més de 2 milions de visualitzacions.

## Filmografia
Cinema
| Any  | Títol             | Paper(s)                       |
| ---- | ----------------- | ------------------------------ |
| 2001 | Karaoke           | Productor, Director            |
| 2004 | The Mime Artist   | Guionista, Productor, Director |
| 2005 | Australian Summer | Productor, Director            |
| 2009 | Man's Best Friend | Productor, Director            |
| 2010 | Cockroach         | Productor, Director            |
| 2020 | I met a girl      | Director, Productor executiu   |

TV
| Any  | Títol                        | Paper(s)                           |
| ---- | ---------------------------- | ---------------------------------- |
| 2009 | Dave in the Life             | Director                           |
| 2011 | SEX: An Unnatural History    | Director de la sèrie               |
| 2012 | Great Southern Land          | Director de la sèrie               |
| 2014 | Low Life                     | Director de la sèrie               |
| 2014 | Julia Zemiro's Home Delivery | Director                           |
| 2017 | High Life                    | Director, Co-Creator, Co-Productor |
| 2020 | Cancelled                    | Director, Co-Creator, Co-Productor |